# Remote Control Productions
Remote Control Productions es una empresa de bandas sonoras liderada por el compositor veterano Hans Zimmer, anteriormente conocida como Media Ventures, fundada por Jay Rifkin y Zimmer. La empresa cambió su nombre debido a que los dos dueños presentaron demandas mutuas.
Remote Control Productions es la responsable de las composiciones de un número de exitosas películas, como la trilogía Piratas del Caribe, Iron Man, Gladiator, Kung Fu Panda, Misión: Imposible II, El último samurái, Batman Begins, Transformers, Hancock, The Dark Knight, la saga Las Crónicas de Narnia, Madagascar y El código Da Vinci.

## Compositores
Compositores que están o han trabajado con Hans Zimmer en Remote Control Productions.
- Ryeland Allison
- Klaus Badelt
- Lorne Balfe
- David Buckley
- Wolfram De Marco
- Clay Duncan
- James Dooley
- Ramin Djawadi
- Nima Fakhrara
- Lisa Gerrard
- Nick Glennie-Smith
- Harry Gregson-Williams
- Rupert Gregson-Williams
- Bart Hendrickson
- Steve Jablonsky
- Henry Jackman
- James S. Levine
- Michael A. Levine
- Henning Lohner
- Matthias Weber
- Mark Mancina
- Matthew Margeson
- Trevor Morris
- Blake Neely
- Atli Örvarsson
- Heitor Pereira
- John Powell
- Trevor Rabin
- Pieter A. Schlosser
- Marc Streitenfeld
- Martin Tillman
- Stuart Michael Thomas
- Mel Wesson
- Geoff Zanelli